# Даки Йорданов
Даки Йорданов Вичев, известен като Даки Йорданов, е български ботаник и университетски преподавател, академик на Българска академия на науките, ректор на Софийския университет в периода 1956 – 1962 г.

## Биография и дейност
Даки Йорданов е роден на 13 септември 1893 г. (1 септември 1893 г. стар стил) в Осман пазар (днешен Омуртаг). Основното си образование завършва в родния си град. След това завършва Земеделското училище в Шумен. През 1914 г. завършва гимназия в Шумен.
Записва се да учи естествена история в Софийския университет, но по време на Първата световна война прекъсва следването си. През 1921 г. се дипломира с работа на тема „Флората в Омуртагската околия“. Работи в Централния изпитателен институт. От 1922 г. е асистент в Биологическия факултет на Софийския университет. През 1923 г. става член-основател на Българското ботаническо дружество. През 1935 г. защитава докторска дисертация на тема „Върху разпространението на степната растителност в България“.  През 1939 г. е избран за доцент, от 1945 г. е професор, а през 1947 г. е избран за академик на Българска академия на науките. В периода 1956 – 1962 г. е ректор на Софийски университет „Св. Климент Охридски“. От 1962 до 1973 г. е директор на Института по ботаника при БАН.
Акад. Даки Йорданов умира на 5 април 1978 г. в София.

## Научна дейност
През 1955 г. създава Ботаническата градина в Балчик. Автор е на над 80 научни труда – монографии, студии, съобщения. Ръководи издаването на многотомната „Флора на Народна република България“.
Откривател е на 11 нови рода растения за България. Открива над 180 таксона нови за България и Балканския полуостров.

## Памет
В негова чест са именувани новоописаните видове Myosotis jordanovii, Verbascum jordanovii, Anthemis jordanovii, Poa jordanovii, Vicia jordanovii, Brassica jordanovii.
На негово име е кръстена улицата, на която се намира ботаническата градина в Балчик.
Погребан е в парцел 49 на Централните софийски гробища.